# 盖沙尔
盖沙尔（法語：Gueschart，法語發音：[ɡɛʃaʁ]）是法国上法蘭西大區索姆省的一个市镇，属于阿布维尔区。

## 地理
盖沙尔（50°14'25"N, 2°0'45"E）面积12.89 平方千米，位于法国上法蘭西大區索姆省，该省份为法国北部沿海省份，北起加来海峡省和北部省，西接滨海塞纳省和大西洋英吉利海峡，南至瓦兹省，东临埃纳省。
与盖沙尔接壤的市镇（或旧市镇、城区）包括：勒布瓦勒、布夫莱尔、布拉伊科尔讷奥特、迈松蓬蒂厄、讷伊勒迪安、努瓦耶勒昂绍塞、欧蒂河畔维斯。

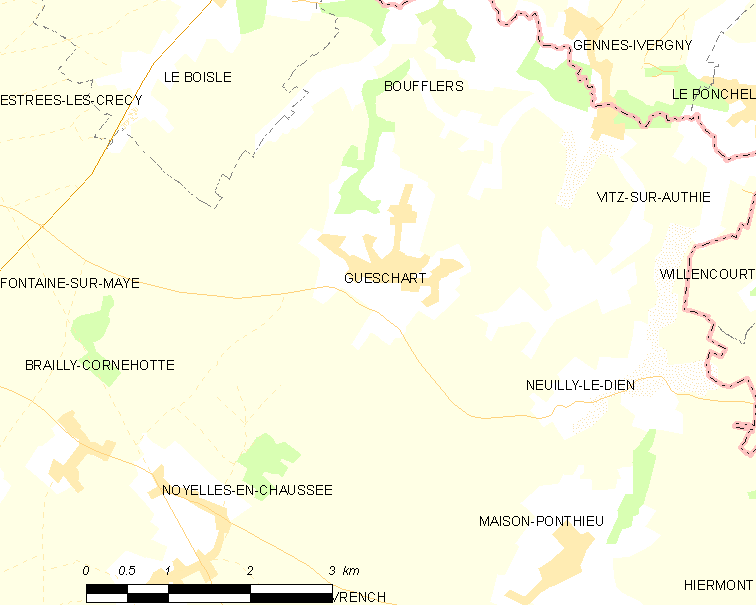
盖沙尔的OSM定位图

盖沙尔的时区为UTC+01:00、UTC+02:00（夏令时）。

## 行政
盖沙尔的邮政编码为80150，INSEE市镇编码为80396。

## 政治
盖沙尔所属的省级选区为吕镇县。

## 人口

1962-2008年间盖沙尔人口变化图示

盖沙尔于2022年1月1日时的人口数量为368人。